# 古川保博
古川 保博（ふるかわ やすひろ、1949年3月3日 - ）は、日本の政治家。徳島県北島町長（4期）。

## 経歴
徳島県北島町出身。関東学院大学工学部卒業。1971年に東邦レーヨン（現在の東邦テナックス）に入社。
1995年より北島町議会議員を3期に渡って務めた。2003年から2004年までの1年間は副議長を務めた。
2010年1月17日に行われた北島町長選挙に出馬し、現職の山田昌弘を破り初当選した。1月23日、町長就任。
2018年、3期目の当選を果たす。
2022年、4期目の当選を果たす。

## 町政
- 2021年4月1日、LGBTなど性的少数者のカップルが婚姻に相当する関係にあると認める「パートナーシップ宣誓制度」を導入した[3]。